# Mr. Roboto
Mr. Roboto is een lied geschreven door Dennis DeYoung en gezongen en gespeeld door de band Styx. Mr. Roboto is te vinden op het album Kilroy Was Here uitgebracht in 1983.
Het bereikte nummer 3 in de Billboard hot 100.

## Beschrijving en achtergrond
De belangrijkste zin in het refrein is "Dōmo arigatō, Mr. Roboto". Dōmo arigatō is Japans voor Heel erg bedankt
De songtekst van Mr. Roboto in het Japans:
どうもありがとうミスターロボット (Dōmo arigatō misutā Robotto)
また会う日まで (Mata au hi made)
どうもありがとうミスターロボット (Dōmo arigatō misutā Robotto)
秘密を知りたい (Himitsu wo shiritai)
In het Nederlands vertaald:
Heel erg bedankt, meneer Roboto
Tot onze volgende ontmoeting
Heel erg bedankt, meneer Roboto
Ik wil je geheim weten
Het refrein van dit nummer, origineel, onvertaald:
Domo arigato, Mr. Roboto
Mata au hima de
Domo arigato, Mr. Roboto
Himitsu o shiri tai
En op het einde onthult Mr. Roboto zijn identiteit, in de volgende zin als laatste zin in het liedje:
I'm Kilroy! Kilroy! Kilroy! Kilroy....